# Chiayusaurus
Chiayusaurus (“lagarto de Jiayuguan”) es un género dudoso  representado por dos especies de dinosaurios saurópodos, macronarios, que vivieron entre el Jurásico superior y el Cretácico medio, hace aproximadamente 145 a 115 millones de años atrás en lo que hoy es Asia. Fue nombrado originalmente como Chiayüsaurus, pero la ICZN no permite caracteres especiales, así que tiene fue convertido a Chiayusaurus. El antiguo nombre se puede encontrar todavía en las más viejas fuentes. las dos especies descritas son Chiayusaurus lacustris y Chiayusaurus asianensis.
Birger Bohlin se basó en una corona de diente para nombrar a Chiayusaurus en el IVPP. El fósil fue encontrado en la Formación Keilozo del Jurásico superior en el Titoniense de Xinjiang,ahora Kalazha, China. El diente espatulado tenía 27 milímetros de largo y no era distinto al de Asiatosaurus, un género más joven. Basado en material tan escaso, se lo ha ignorado o se ha considerado en gran parte como indistinguible de otros los saurópodos mejor conocidos. Por ejemplo, Russell y Zheng encontraron su diente eran indistinguibles de los de Mamenchisaurus. 
Bohlin describe un diente más grande en la publicación 1953 como la "Especie A. (aff. Chiayüsaurus)", que él pensó pudo pertenecer a la especie tipo. En 1997, Lee, Yang, y Park describió una nueva especie de Corea del sur basada en un diente, KPE 8001, que describen como siendo idéntico a la "especie A. (aff. Chiayüsaurus)". Esta nueva especie, Ch. asianensis, es de la Formación Hasandong del Cretácico inferior en el Aptiense a Albiense, de Namdo, Gyeongsang. Los autores rechazaron la sugerencia que los dientes se pudieron haber diferenciado por estar en diversos lugares en la quijada, y haber separado su especie en base de los detalles de las superficies de desgaste y de los bordes. La corona del diente del Ch. asianensis  mide 46 milímetros de largo.
Ambas especies fueron repasadas en 2002, por Barrett et al. Vieron al diente tipo de Ch. lacustris casi idéntico a los dientes de Euhelopus, pero no podían establecer una concluyente sinonimia, colocándolo  como un eusaurópodo indeterminado. Encontraron que Ch. lacustris y Ch. asianensis no comparten ninguna característica especial, diferenciándolos. El Ch. asianensis fue colocado como un posible titanosauriforme, pero aún indeterminado. 
En la revisión más reciente de los saurópodos, ambas especies eran considerados ser dudosas sin ningún comentario.